# Beauville (Alto Garona)
Beauville es una localidad y comuna francesa situada en el departamento de Alto Garona y la región de Mediodía-Pirineos, en el Lauragais.

## Demografía
| 136 | 113 | 95 | 100 | 82 | 106 |
| Para los censos de 1962 a 1999 la población legal corresponde a la población sin duplicidades (Fuente: INSEE [Consultar]) |     |    |     |    |     |